# Język mota
Język mota – język austronezyjski z grupy języków oceanicznych, używany przez mieszkańców wyspy Mota, należącej do państwa Vanuatu. Według danych z 2001 r. posługuje się nim 900 osób.
Dawniej był wykorzystywany jako lingua franca w działalności misjonarskiej. Przypuszcza się, że jest zagrożony wymarciem. Posługują się nim przede wszystkim dorośli członkowie społeczności.
Jest zapisywany alfabetem łacińskim.